# Jezras Nersisjan
Jezras Nersisjan – duchowny Apostolskiego Kościoła Ormiańskiego, od 2001 biskup Rosji i Nowego Nachiczewanu. Sakrę otrzymał 30 września 2001 roku. 17 września 2013 roku uzyskał godność arcybiskupa.